# Tuřany (okres Cheb)
Tuřany (Duits: Thurn) is een gemeente in de Tsjechische regio Karlsbad. De gemeente ligt op 445 meter hoogte, ongeveer 12 kilometer ten oosten van Cheb. Naast het dorp Tuřany zelf liggen ook de dorpen Lipoltov en Návrší in de gemeente.

Aš · 
Cheb · 
Dolní Žandov · 
Drmoul · 
Františkovy Lázně · 
Hazlov · 
Hranice · 
Krásná · 
Křižovatka · 
Lázně Kynžvart · 
Libá · 
Lipová · 
Luby · 
Mariënbad (Mariánské Lázně) · 
Milhostov · 
Milíkov · 
Mnichov · 
Nebanice · 
Nový Kostel · 
Odrava · 
Okrouhlá · 
Ovesné Kladruby · 
Plesná · 
Podhradí · 
Pomezí nad Ohří · 
Poustka · 
Prameny · 
Skalná · 
Stará Voda · 
Teplá · 
Trstěnice · 
Třebeň · 
Tři Sekery · 
Tuřany · 
Valy · 
Velká Hleďsebe · 
Velký Luh · 
Vlkovice · 
Vojtanov · 
Zádub-Závišín